# 浪打 (青森市)
浪打（なみうち）は、青森県青森市の町名。住居表示実施済み。浪打一丁目及び二丁目が設置されている。郵便番号030-0961。

## 地理
青森市の中央平野部、青森市街地東部に位置する。北で合浦、北東で造道、東で岡造道、南で佃、西で花園、北西の道路上の一点で栄町と接する。昭和初期以来の住宅地で、人口減少が進む。西端は浪打銀座通り。通りを挟んで向かいの花園2丁目の部分を含めて青森市東部随一の商店街として発展した。やや衰退は指摘されるが、通りの南側、花園2丁目のマックスバリュ浪打店を中心として商店の集積はみられる。ただし、2016年11月、約50年続いた東部食品市場が火災で全焼し、周辺の住民から惜しまれたところである。

## 歴史
かつては、青森市大字造道のなかの小字名であり、おおむね根子堰以西、堤川以東の地域を指すが、現在の松原付近にも字 浪打となっている土地が存在した。この地域は現在の港町、茶屋町、合浦、花園、浪打および、松原の一部に相当する。
現在の浪打1・2丁目は、かつての通称「練兵町」の地域におおよそ相当する。「練兵町」とは、青森に駐留していた陸軍歩兵第5連隊の練兵場があったことからその名が付けられた。
- 1928年（昭和3年）- 練兵場が浜館村戸山地区（現 青森市戸山団地付近）に移転し、その跡地が宅地分譲されたことにより、練兵町が成立した。
- 1930年（昭和5年）- 青森市立浪打小学校が開校。
- 1969年（昭和44年）11月1日 - 練兵町地区の住居表示実施。現在と同じ地名となる。
  - 浪打一・二丁目 - 大字造道字浪打の一部[3]

## 交通
- 国道4号（青森東バイパス）- 奥州街道・陸羽街道
- 浪打銀座通り

## 施設
- 青森明の星短期大学
- 青森明の星中学・高等学校
- 青森市立浪打小学校
- 浪打カトリック幼稚園
- 聖アルバン幼稚園
- 浪打カトリック教会